# MPM-76
MPM-76（Métro Pneumatique Marseille 1976）はアルストムが製造するマルセイユ地下鉄のためのゴムタイヤ式地下鉄の形式である。

## 歴史
1971年にマルセイユメトロの建設に入札を呼びかけた後、1973年11月1日に21両の列車（各3両）の供給契約が結ばれた。最初の車両は、1976年8月27日にサンマルセル駅に配送された。最初の試運転は1976年9月にラローズ車両基地で行われた。他の車両は1977年の夏まで徐々に配送された。 
列車はRATPとその子会社のSOFRETUの助けを借りて設計されている。テストはパリメトロの11号線でも行われた。 製造は、CIMT（車体）やMTE（電気機器）などの企業グループによって、Société Générale de Travaux et d'Etudes（SGTE）の支援の下で行われた。  
メトロ2号線の作成の際に、追加で15編成（3両編成）が発注され、1983年の初めに配送された。また、1985年には既存編成に4号車を追加し、乗客の増加に対応した。 
2005年から2009年にかけて、列車は中期改修を実施した。 

## 仕様

### 概観
列車の長さは65.65m (4両編成)、幅は2.6 mで、空重量は75tである。 電車はアルミニウムで作られている。 
電力供給は集電靴によって行われ、供給電圧は直流750Vである。 
MPM 76はゴムタイヤのメトロで、 RATPがパリメトロ用に開発した技術を使用している。  これはRATP MP 73から派生したもので、モーターノイズはParisian MP 59に似ています。 

### 組成
各列車は４両(3M1T)で構成されている。 
エンジンとトレーラーは次のように番号付けされている 
- MA 01からMA 42: 1976年から77年に納車された両端の電動車
- RA 01からRA 21: 1976年から77年に納車された付随車
- MB 01からMB 30: 1983年に納車された両端の電動車
- RB 01からRB 15: 1983年に納入された付随車
- NB 01からNB 36: 1985年に納車された追加の電動車

各列車は、トレーラーの番号によって指定される。 したがって、列車には1から36までの番号が付けられている。 

### 駆動装置
MPM 76の最大速度は80 km/h (50 mph)である。各動力車には2台の電動台車があり、各台車には750 Vで動作し、連続出力130 kWの電動モーターが2台搭載されている。 モーターは2つずつ直列に電気的に接続され、Jeumont-Heidmann抵抗接触器によって制御される 。 

### 制動
列車には以下のブレーキが搭載される
- 回生ブレーキ
- 空気圧制御の機械式ブレーキ。

機械式ブレーキにはブナ材の木製の靴が使用され、鉄製の車輪のトレッドに装着される。 これらの靴のいくつかは、 パリのメトロのヴォジラール工場で製作されている。 

### インテリア・デザイン
4両編成の列車の乗客数は472人で、そのうち座席定員は182人である。 
座席はボックスシート式であり、電車の壁に対して垂直に配置されている。 シートは損傷や破壊行為を最小限に抑えるために、生地やパッドを一切使用しないポリエステルでできている。 
 

2015年、RTMはすべての電車にCCTVカメラを設置した。 

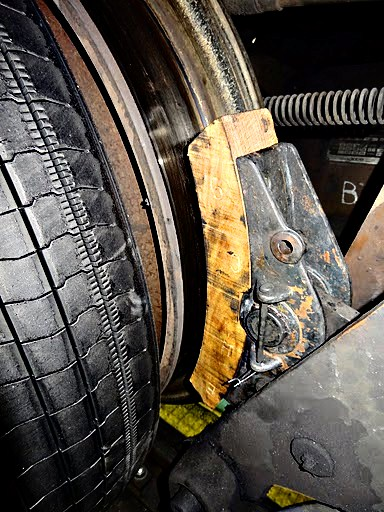
機械ブレーキはブナの靴によって行わる
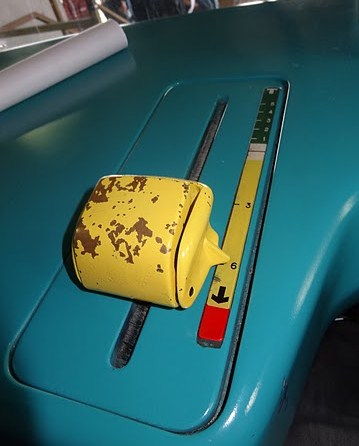
トラクションマニピュレーター
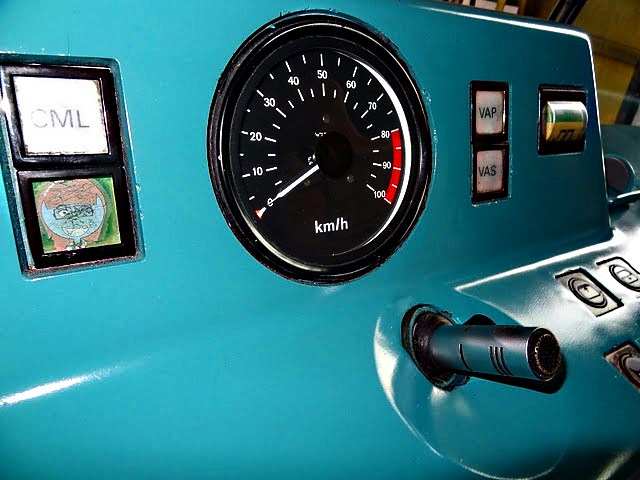
ダッシュボード
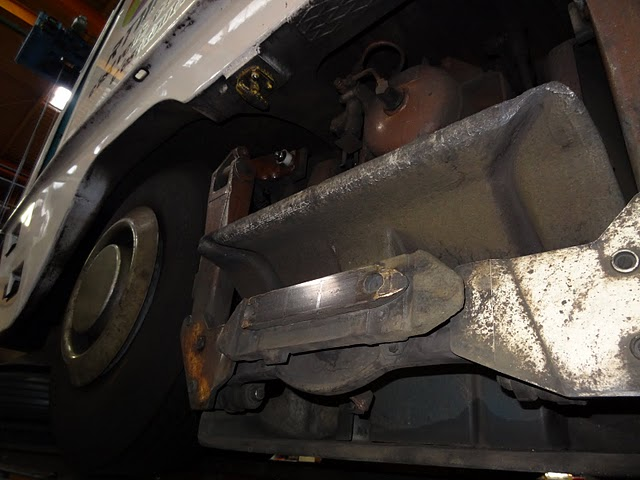
集電靴
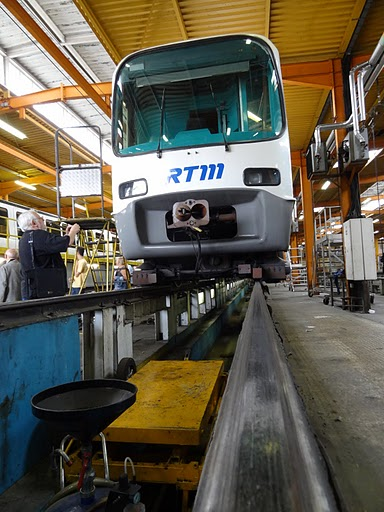
ラローズでメンテナンス中の列車

## 未来
MPM 76列車の更新とより近代的な列車への置き換えは、2020年までに検討中である  。 

## 関連
- マルセイユ地下鉄